# Кетрін Вердері
Кетрін Вердері (англ. Katherine Verdery) — американський антрополог і публіцист,  почесний професор Міського університету Нью-Йорка. Раніше була професором антропології і директоркою Центру російських і європейських досліджень в Мічиганського університету, а також в 2007 році запрошеним професором в університеті Міннесоти. У 1995 році вона стала членом Американської академії мистецтв і наук.

## Статті, перекладені українською
- Чим був соціалізм і що йде за ним? [Архівовано 12 Червня 2018 у Wayback Machine.] // Спільне. — 29 вересня 2015